# Évry
Évry (/evʁi/) era un comune francese, capoluogo del dipartimento dell'Essonne nella regione dell'Île-de-France. Dal 1º gennaio 2019 è entrato a far parte del nuovo comune di Évry-Courcouronnes, fusione di Évry e di Courcouronnes. Era uno dei comuni dell'antica provincia francese dell'Hurepoix, di cui è stata l'ultimo capoluogo.
I suoi abitanti sono chiamati Évryens /eˈvʁjɛ̃/.

## Geografia fisica
Évry è situata a 27 km a sud-est di Parigi, sulla riva della Senna.

## Storia
La città ha cambiato nome molte volte durante la propria storia:
- 1000 a.C.: Eburiacos (Eburos è il nome del capo della tribù gallica Eburiaco)
- Dopo la conquista romana: Aperacum
- 50 a.C.: Apriacum e poi Avriacum
- 1196: Aivriacum
- 1326: Aisvry e poi Esvry
- 1376: Évry-sur-Seine
- 1881 (sotto l'influenza di Paul Decauville): Évry-Petit Bourg
- 1965 (mai ufficializzato): Évry Ville nouvelle.

## Economia
Grazie ad un tessuto economico di grande ricchezza, Évry è affermata come un grande polo economico su scala nazionale. La città conta un grande numero di imprese come SNECMA, Carrefour, ACCOR. C'è anche un centro di tecnologia di punta con CNES, Genopole, Ariane, AFM.
Possiede inoltre una grande offerta commerciale col centro commerciale regionale Évry 2 che, con più di 230 negozi come FNAC, Darty e Go sport Évry 2, è il più grande centro commerciale dell'Île-de-France e il secondo di Francia.
Évry è inoltre sede della Camera di commercio e industria dell'Essonne.

## Luoghi d'interesse
La città ha un'enorme diversità culturale, i suoi abitanti rivendicano più di sessanta origini nazionali diverse. Questa diversità si ritrova in un'architettura sacra che rappresenta tutte le credenze e pratiche religiose: cristiana (in tutte le sue diversità), musulmana, ebraica, buddhista.

### Chiesa Saint-Pierre e Saint-Paul
Alcune parti come il coro risalenti al XIII secolo; fonti battesimali di marmo donati dal duca di Antin.

### Chiesa Notre-Dame-de-l'Espérance
Di architettura moderna, di Jamby 1971/72, nel quartiere del Parc aux Lièvres della città nuova.

### Cattedrale della Resurrezione
Nel 1984, Monsignor Herbulot trasferì il vescovato cattolico nella città nuova. L'assenza di un luogo di culto adatto ad accogliere la crescente popolazione di un agglomerato di 60 000 abitanti, ha fatto sì che venne lanciata una colletta per edificare una cattedrale a Évry. Essa è stata la prima costruita in Francia dopo più di un secolo. Il 1º gennaio 1989 la diocesi prese il nome di Diocesi d'Évry-Corbeil-Essonnes.
La cattedrale venne edificata al centro della Ville nouvelle, vicino al municipio, alla Camera del Commercio, alla moschea, alla pagoda e l'università. Porta il nome di Cattedrale della Resurrezione ed è dedicata a San Corbinien, primo vescovo di Freising-Munich in Baviera, nato nell'VIII secolo nel territorio della futura diocesi.
Il finanziamento sarà anche assicurato da Les Chantiers du Cardinal ("I Cantieri del Cardinale"), il mecenate d'impresa e una sottoscriveranno ben 300.000 donatori.
All'interno di questa cattedrale, un tabernacolo moderno, di forma cubica, opera di Louis Cane.
È ricoperto su cinque facciate da mosaici ispirati da quelli della primitiva chiesa. I temi delle decorazioni sono i simboli utilizzati dai primi cristiani: la colomba, l'uva, il pane, il pesce.

### La Grandissima Pagoda
La comunità buddhista dell'Essonne ha costruito la sua pagoda in prossimità del Parc aux Lièvres nel comune d'Évry. Identificabile solamente grazie ai drappi buddhisti multicolori che la sormontano, la grossa opera è oggi finita. L'edificazione di Khanh-Anh è cominciata nel 1996, ma il cantiere avanza lentamente e rimane ancora molto da fare. Numerosi materiali e decorazioni sono originari dell'Asia, come il tetto, con le tegole verniciate fabbricate in Cina con delle tecniche tradizionali e che coprono il monumento. La fine dei lavori è stimata per il 2010
Con una superficie totale de 4.000 m² (terreno compreso), la pagoda è finanziata dalla comunità buddista della pagoda Khanh Anh di Bagneux.
Dal 20 ottobre 2002, la pagoda ospita una statua di bronzo, ricoperta di lamine d'oro, di 4 metri di altezza e p 5 tonnellate di peso, fabbricata in Thailandia. Rappresenta il Buddha seduto nella posizione del loto, in meditazione. Questo avvenimento sacralizza anche per la comunità buddhista europea il nuovo luogo di culto. Il monumento dispone anche di una vocazione culturale, disponendo di una mediateca e un museo e proponendo numerose attività culturali e sociali. La pagoda è la più grande d'Europa al momento della sua inaugurazione. Accoglie al suo interno la congregazione buddhista vietnamita e forma i suoi futuri monaci.

### La Grande Moschea
Di fronte alla Cattedrale, il minareto della moschea punta verso il cielo per ricordare come gli altri edifici culturali che questo è anche un centro della cultura musulmana. Il cantiere è stato aperto nel 1994 dopo 10 anni di lavori è stata costruita grazie ai finanziamenti privati ma anche istituzionali fra i quali quello del re Hassan II del Marocco e il re Fahd d'Arabia Saudita. La sala di preghiera accoglie ogni venerdì più di 1500 fedeli.
La Grande Mosquée è pertanto tra le più grandi moschee dell'Europa occidentale.
La concezione architettonica è nella pura tradizione arabo-musulmana: mosaici, legni scolpiti e intarsi, stucchi. La maggior parte delle decorazioni sono state realizzate dai migliori artisti marocchini.

## Istruzione
Évry è sede di molti stabilimenti d'istruzione superiore come l'ENSIIE, l'INT (Istituto Nazionale Telecomunicazioni), l'Institut Mines-Télécom Business School e l'Università di Évry-Val d'Essonne.
Accoglie il più grande Génopole d'Europa, l'AFM (Associazione francese contro le miopatie) e numerose unità di ricerca come la Généthon. In totale vi sono circa 16.000 studenti nei diversi stabilimenti cittadini.

## Amministrazione

### Gemellaggi
Évry Ville Nouvelle è gemellata col campo di rifugio palestinese di Khan Younis, nella Striscia di Gaza. La segnatura del protocollo di gemellaggio ha avuto luogo il 24 settembre 1999 al SAN di Évry in presenza dei 4 sindaci della Ville Nouvelle, di 8 delegati rappresentanti il campo profughi venuti a passare in città 10 giorni e di Leila Shahid e numerosi militanti e simpatizzanti.
La lista completa delle città gemellate è dunque:
- Troisdorf
- Bexley
- Estelí
- Khan Yunis
- Kayes
- Nowy Targ

## Società

### Evoluzione demografica
Abitanti censiti